# Pericallia erosa
Pericallia erosa là một loài bướm đêm thuộc phân họ Arctiinae, họ Erebidae.